# Agapetus punjabicus
Agapetus punjabicus är en nattsländeart som först beskrevs av Martynov 1936.  Agapetus punjabicus ingår i släktet Agapetus och familjen stenhusnattsländor. Inga underarter finns listade i Catalogue of Life.